# 梅田地區的鐵道車站
梅田地區的鐵道車站 (日语：／ Umeda chiku no tetsudō eki) 位於日本大阪府大阪市北區梅田，包括JR西日本的大阪站、北新地站，大阪地下鐵的梅田站、東梅田站、西梅田站、阪急電鐵的大阪梅田站以及阪神電鐵的大阪梅田站。而日本貨物鐵道（JR貨物）的梅田車站已於2013年3月15日關閉。

## 概要
以JR西日本的大阪車站為中心，東北方為阪急的大阪梅田車站，東方為地下鐵的梅田站，南方為阪神的大阪梅田車站。此外，地下鐵梅田站的東方為東梅田站，阪神大阪梅田站的西方為西梅田站，阪神大阪梅田站的南方為北新地車站。
梅田站、大阪梅田車站與大阪站的位置相同，事實上更是屬於同一個車站構造內。梅田站、大阪梅田站主要是由地下鐵、私鐵系統使用，而大阪站為專供JR西日本使用。其中，阪急電鐵及阪神電鐵的梅田站已於2019年10月1日更名為大阪梅田車站。

### 設置車站・駛入路線

#### JR西日本
- 大阪車站：JR東海道本線・環狀線・福知山線

- 北新地車站：JR東西線

#### 阪神電氣鐵道
- 大阪梅田車站(車站編號為HS 01)：阪神本線

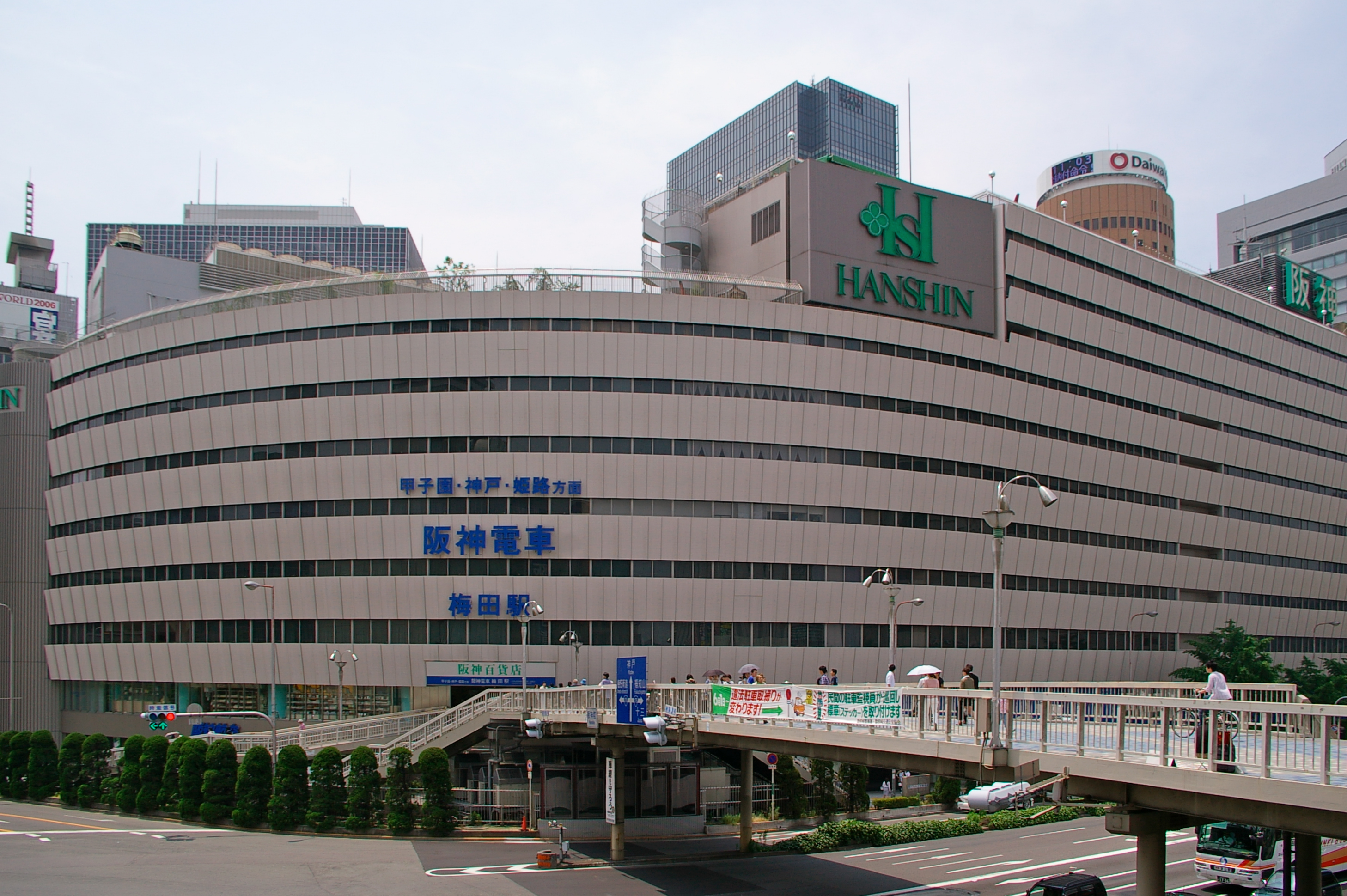
車站外觀
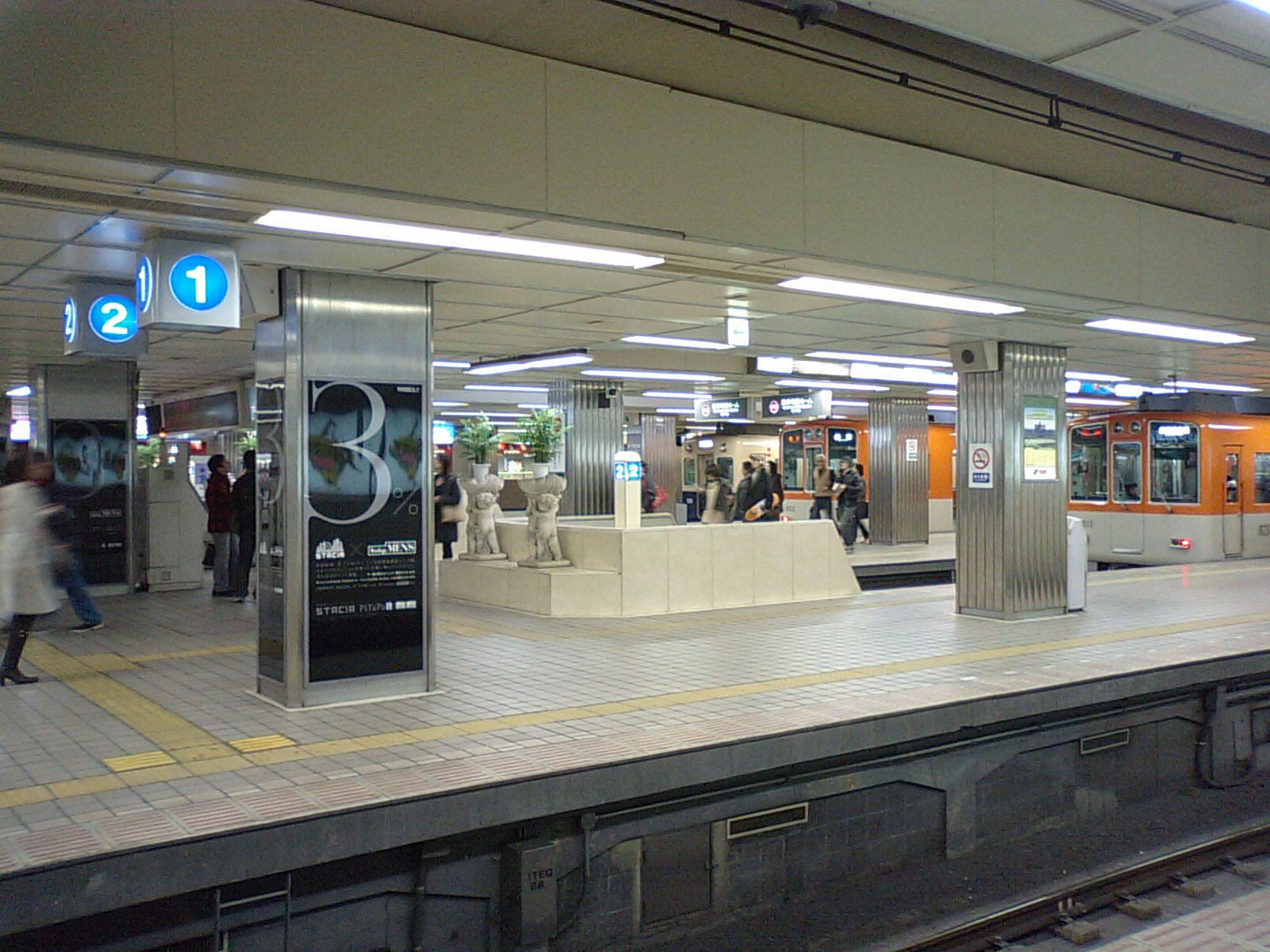
月台

#### 阪急電鐵
- 大阪梅田車站 (車站編號為HK-01)：神戶本線・寶塚本線・京都本線

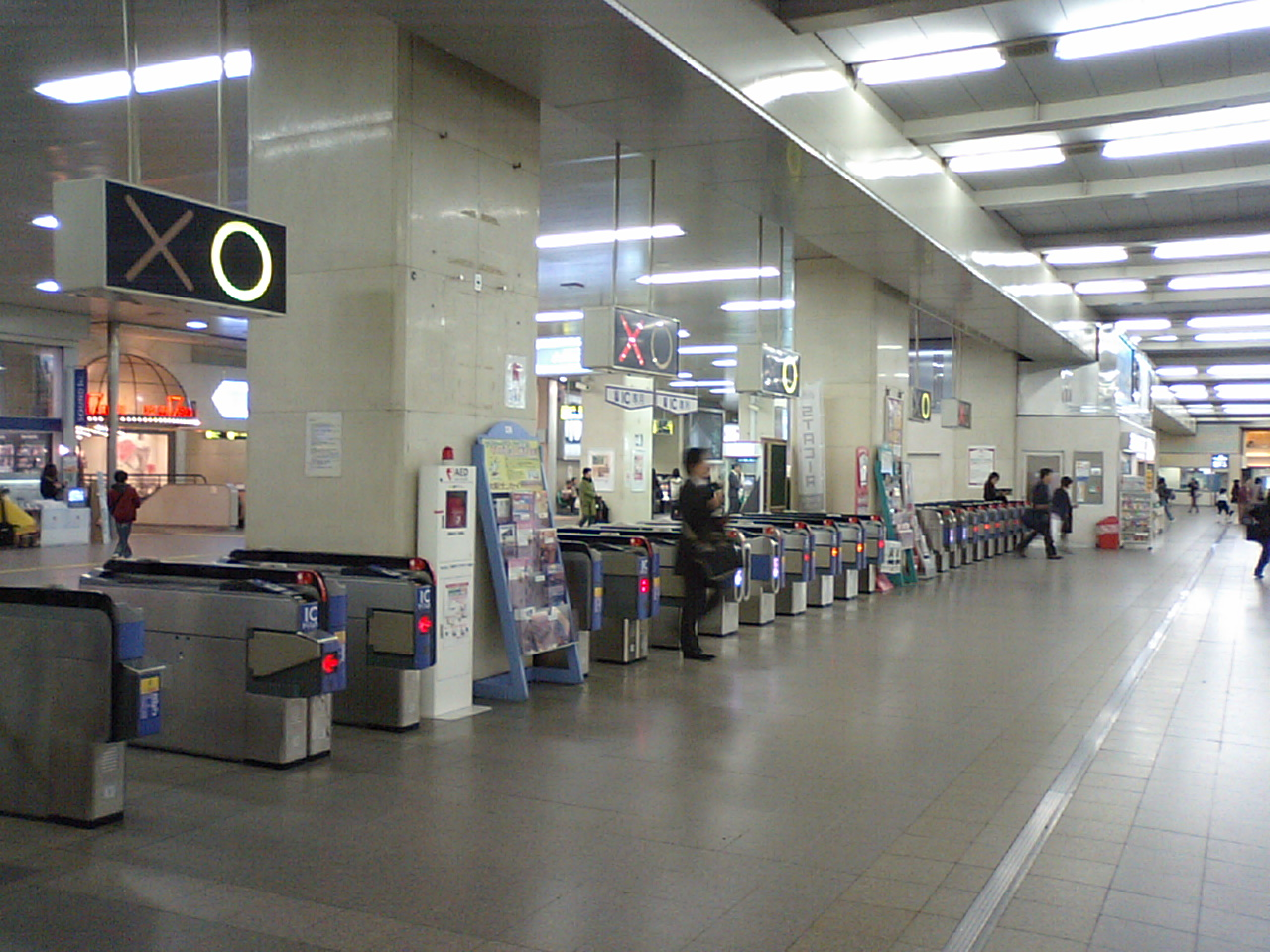
3F驗票口
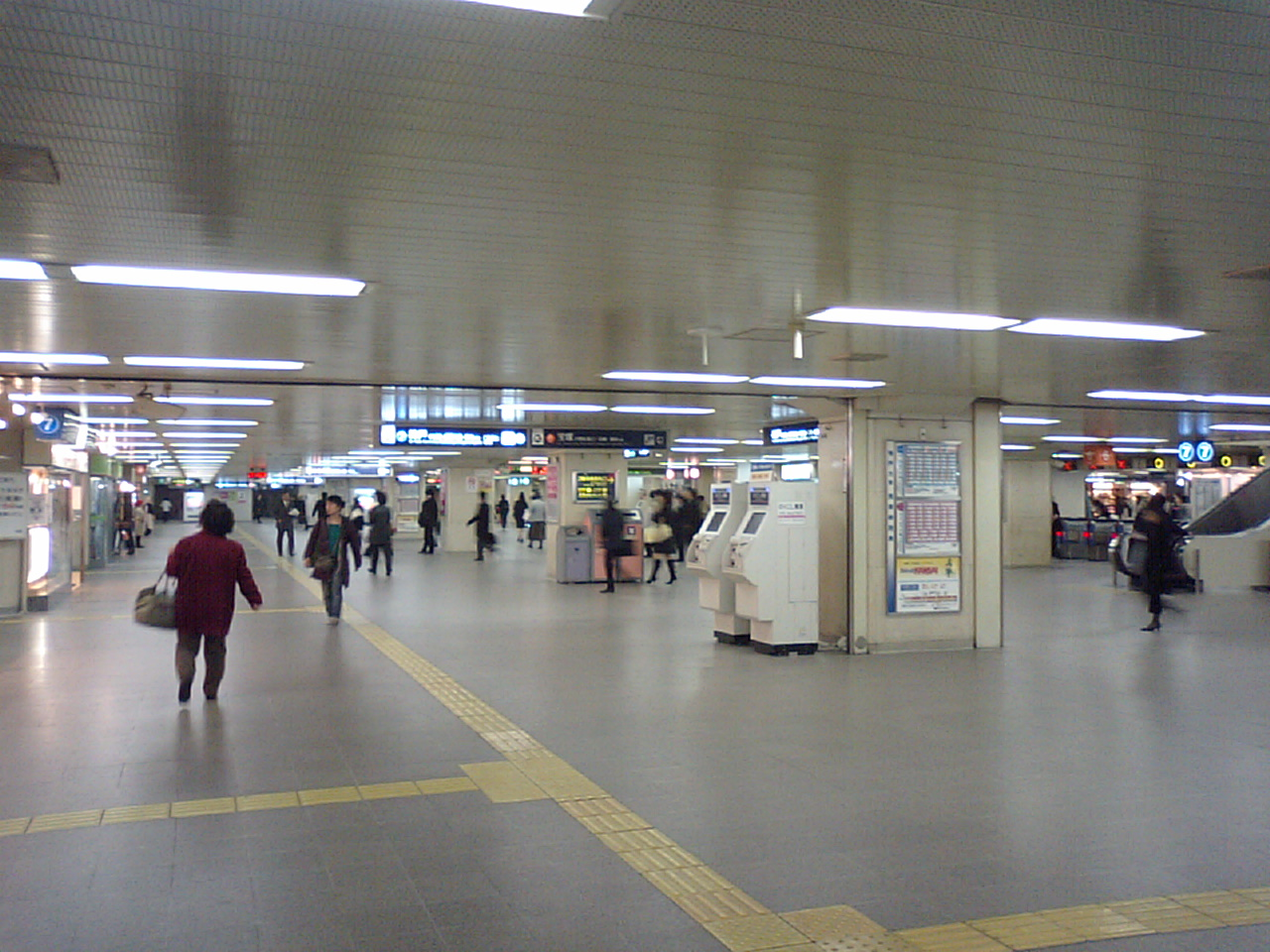
2F中央驗票口
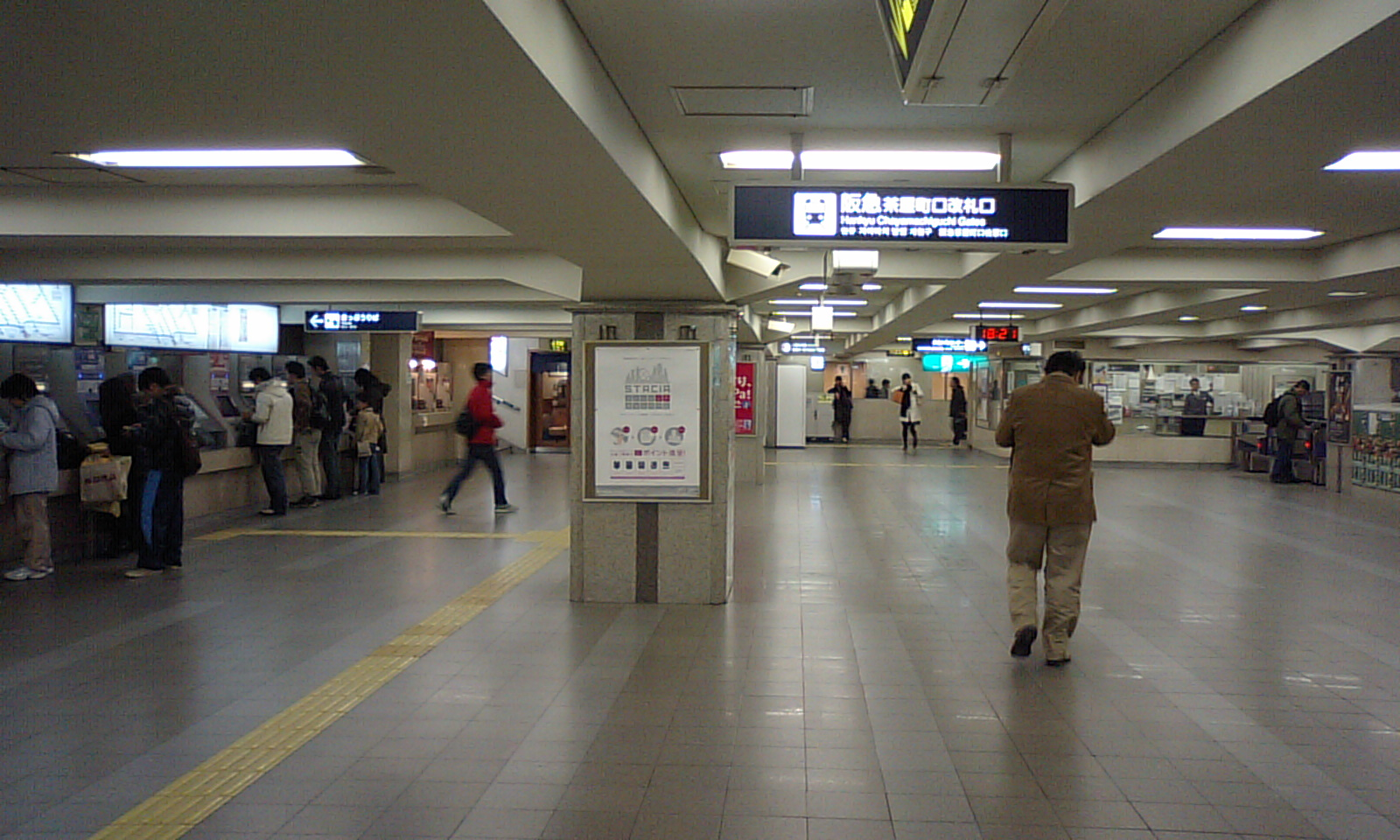
2F茶屋町驗票口
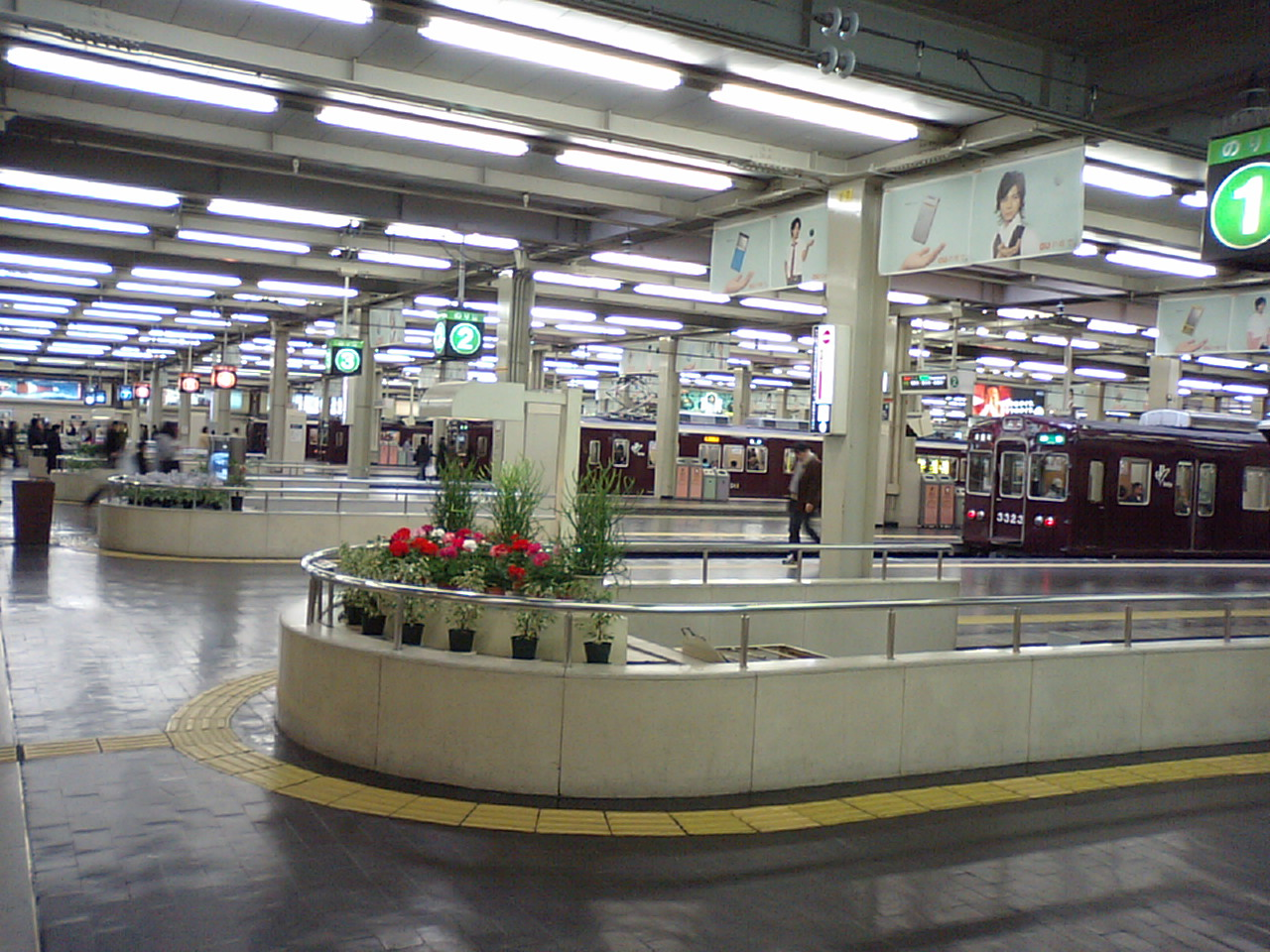
月台

#### 大阪地下鐵
- 梅田站 (車站編號為M16)：御堂筋線

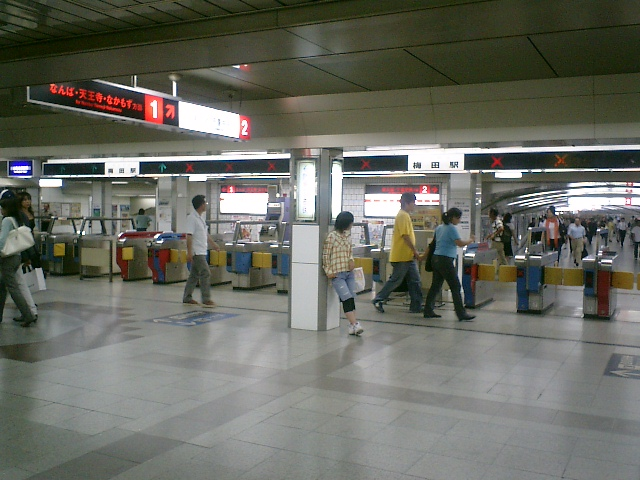
驗票口
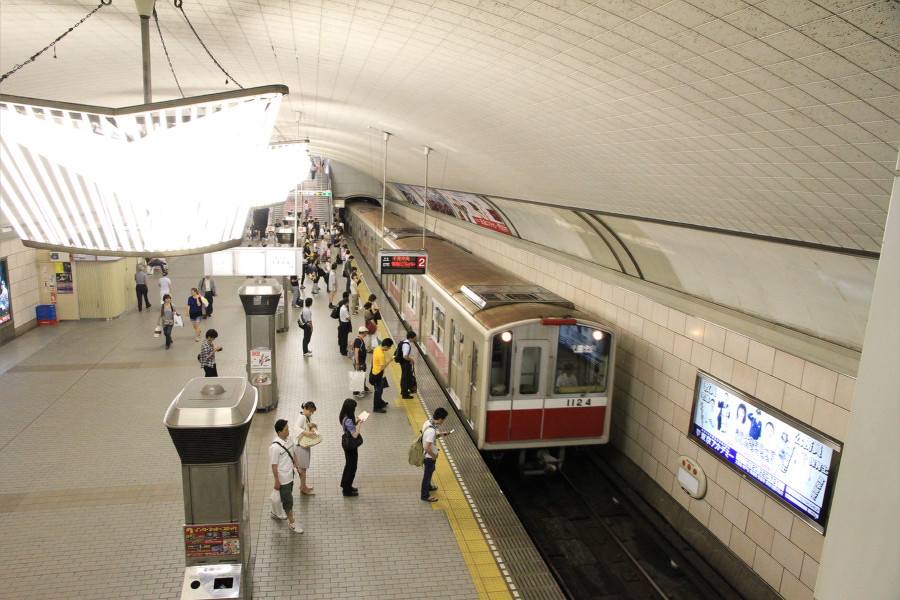
千里中央方向月台

- 東梅田站 (車站編號為T20)：谷町線

- 西梅田站 (車站編號為Y11)：四橋線

## 外部連結
- 阪神電車（大阪梅田站）
- 阪急電鐵（大阪梅田站）
- 大阪市交通局（梅田站）

34°42′20″N 135°29′54″E / 34.70556°N 135.49833°E